# Konfrontatie
Konfrontatie werd opgericht in 1991 en verscheen tot 1995 als papieren maandblad. Daarna werd, eerst onder de naam Konfrontatie en daarna als Konfrontatie Digitaal een platform op het internet gestart. De medewerkers zijn afkomstig uit de diverse sociale bewegingen en actiegroepen die de jaren zeventig en tachtig rijk waren en hebben dan ook verschillende achtergronden en geschiedenissen. Ze zaten vroeger onder andere bij de bladen De Zwarte (Den Haag) en Kleintje Muurkrant ('s-Hertogenbosch), bij de kraakbeweging en de autonome actiebeweging.